# Svetlana Issaeva
Svetlana Issaeva (Bulgaria, 18 de marzo de 1967) es una atleta búlgara retirada especializada en la prueba de salto de altura, en la que ha conseguido ser subcampeona europea en 1986.

## Carrera deportiva
En el Campeonato Europeo de Atletismo de 1986 ganó la medalla de plata en el salto de altura, con un salto de 1.93 metros, siendo superada por su compatriota búlgara Stefka Kostadinova (oro con 2.00 metros) y por delante de la soviética Olga Turchak (bronce con 1.93 metros).
Al año siguiente, en la Universiada celebrada en Zagreb ganó la medalla de oro en la misma prueba, con un salto por encima de 1.95 metros.